# Moki Dugway

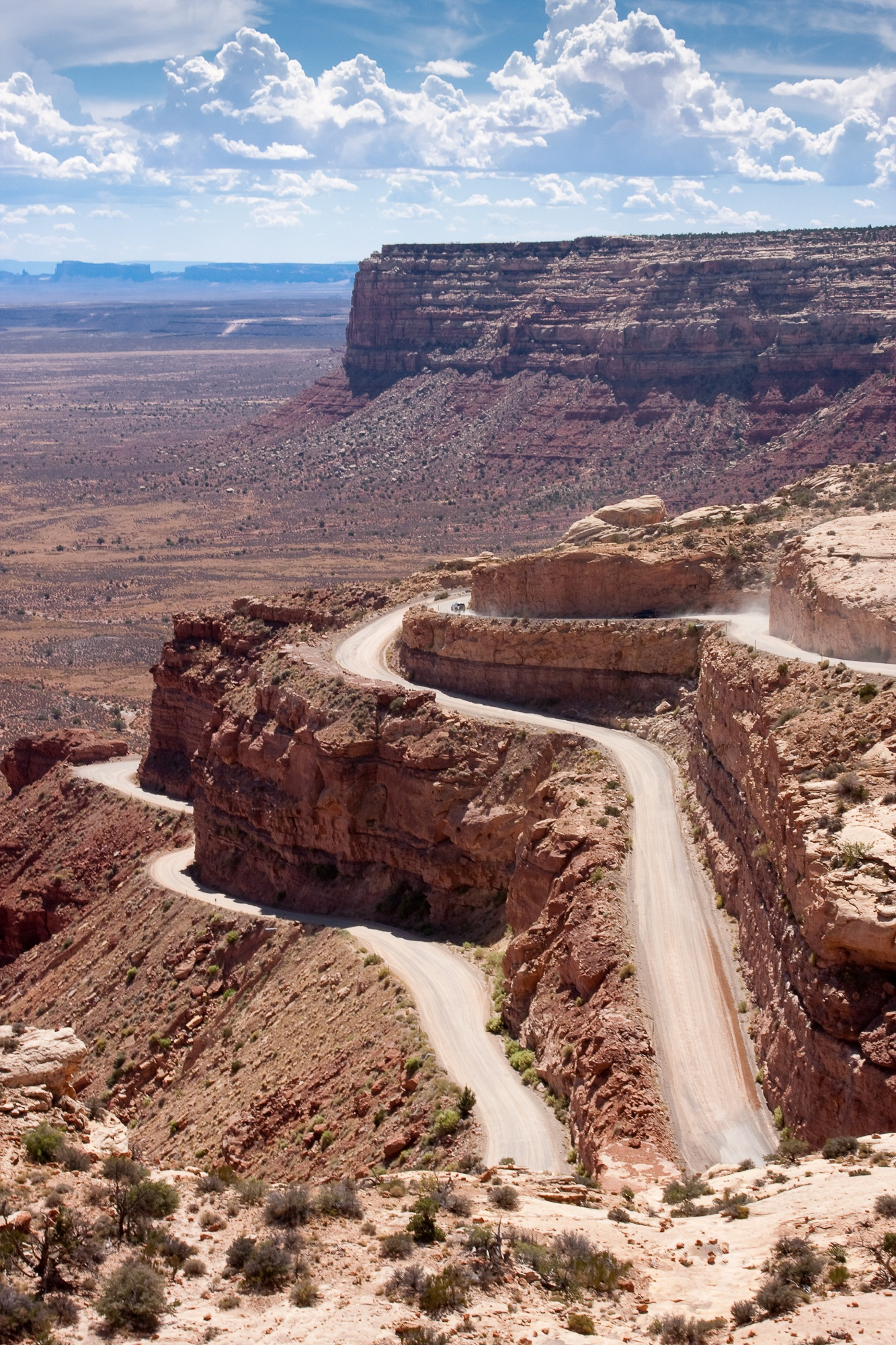
Moki Dugway an der Route 261 in Utah

Der Moki Dugway ist ein Abschnitt der Utah State Route 261 im San Juan County im Südosten des US-Bundesstaats Utah. Die Straße überwindet hier eine rund 335 Meter hohe Steilwand auf einer Strecke von 4,8 Kilometern. Die Straße liegt seit 2016 im Bears Ears National Monument.
Koordinaten: 37° 16′ 31,79″ N, 109° 56′ 24,14″ W

## Name
Der Name Moki (auch Mokee oder Moqui) stammt vom spanischen Wort Moqui, mit dem die spanischen Entdecker dieser Region die Pueblo-Indianer und die untergegangene Kultur der Anasazi bezeichneten. Das Wörterbuch des amerikanischen Westens definiert Dugway als „eine Straße durch ein Bergland, die für schwere Transporte gebaut wurde“. Es handelte sich um die Überwindung eines Steilhangs auf Wagenrädern. Tiefe Furchen verhinderten ein seitliches Abrutschen der Räder.

## Streckenverlauf
Von Norden kommend erreicht die Utah State Route 261 die Abbruchkante der Cedar Mesa, die dort über 330 Meter nahezu senkrecht abfällt. Die Straße verläuft hier mit rund 11 % Gefälle und engen Spitzkehren in der Steilwand und kommt nach rund 5 Kilometern am Talboden an. In ihrem oberen Teilstück ist die Straße unbefestigt, im unteren Bereich jedoch asphaltiert. Die meisten Fahrzeuge können die Strecke befahren. Vorsicht ist allerdings bei Wohnmobilen und Wagen mit Anhängern geboten. Die Straße besitzt mindestens die Breite von zwei Fahrspuren, doch sie hat keine Seitenstreifen und erscheint dadurch schmaler.
Von einem Parkplatz am höchsten Punkt der Straße, dem Moki Dugway Overlook, gibt es einen guten Blick auf das Valley of the Gods in der Tiefe. Das kleine einsame Haus in der Ebene ist das Bed and Breakfast im Valley of the Gods. Ursprünglich hieß es Lee’s Ranch und ist das einzige Wohnhaus in der 1460 km² großen Cedar Mesa Cultural and Recreational Management Area („Kultur- und Freizeitwirtschaftsgebiet Cedar Mesa“). Am Horizont ist der Sleeping Ute Mountain bei Cortez in Colorado zu erkennen. Im Südosten liegt der Shiprock in New Mexico und im Süden entdeckt man die Carrizo Mountains, während die typischen Tafelberge des Monument Valley im Südwesten auftauchen.
Am Beginn des unbefestigten Straßenabschnitts führt eine weitere unbefestigte Straße in westlicher Richtung zum etwa acht Kilometer entfernten Muley Point, von dem sich ein Ausblick auf die Goosenecks des San Juan Rivers und die weiten geschwungenen Täler in der Tiefe bietet. Die Tafelberge des Monument Valley liegen am Horizont und John’s Canyon ist im Vordergrund zu erkennen. Es gibt Warnschilder: „Besondere Vorsicht ist an der Kante des rund 400 Meter hohen Kliffs geboten. Die Straße besitzt an dieser Stelle keine solide Basis. Wenn Pfützen oder feuchte Stellen erkennbar sind, sollten Sie diese umfahren. Ist die Straße insgesamt feucht oder nass, fahren Sie nicht weiter.“

## Geschichte
Der Moki Dugway wurde in den 1950er Jahren von der Firma Texas Zinc Minerals erbaut, um Uranerz und Vanadium von der Happy Jack Mine im Fry Canyon auf der Cedar Mesa über den Moki Dugway zur Weiterverarbeitung in einen Betrieb in Halchita bei Mexican Hat zu transportieren. Heute gibt es keine Begegnungen in den Kurven mit erzbeladenen Lastwagen mehr.